# Аларко, Лино
Хосе Лино Аларко Брединьяна (исп. José Lino Alarco Brediñana; 23 сентября 1835, Лима — 13 июня 1903, Лима) — перуанский учёный, врач, политический, общественный и государственный деятель. Считается одним из основателей Национальной медицинской академии Перу (1889).

## Биография
Окончил духовную семинарию в Лиме. В 1851 году стал изучать медицину в Коллегии Независимости (Colegio de la Independencia) (нынже медицинский факультет Университета Сан-Маркос). В 1858 году защитил докторскую диссертацию на тему «Абсцессы печени». Затем был доцентом кафедры дескриптивной анатомии и профессором общей патологии, практикующим врачом.
В 1870 году с целью совершенствования отправился в Европу, жил во Франции и Италии. Изучал современные методы антисептики и применения хлороформа в качестве анестезирующего средства во время хирургических операций. Вернувшись в Перу в 1872 году, первым провёл сложные хирургические операции, в том числе овариотомию.
В 1876 году Лино Аларко был избран сенатором конгресса Республики Перу от департамента Уанкавелика. В 1880 году стал государственным советником президента Николаса де Пьеролы. В 1881 году был депутатом от провинции Трухильо в Национальном собрании в Аякучо. В 1890 году избран сенатором от региона Амасонас.
В 1899 и 1903 — вице—канцлер Университета Сан-Маркос. Был одним из основателей и президентом (1877) Медицинского общества в Лиме.
В 1903 году при президенте Мануэле Кандамо был избран первым вице-президентом Перу, но умер, так и не вступив в должность.